# South Lancaster (Massachusetts)
South Lancaster – jednostka osadnicza w Stanach Zjednoczonych, w stanie Massachusetts, w hrabstwie Worcester.